# Quai Koutouzov

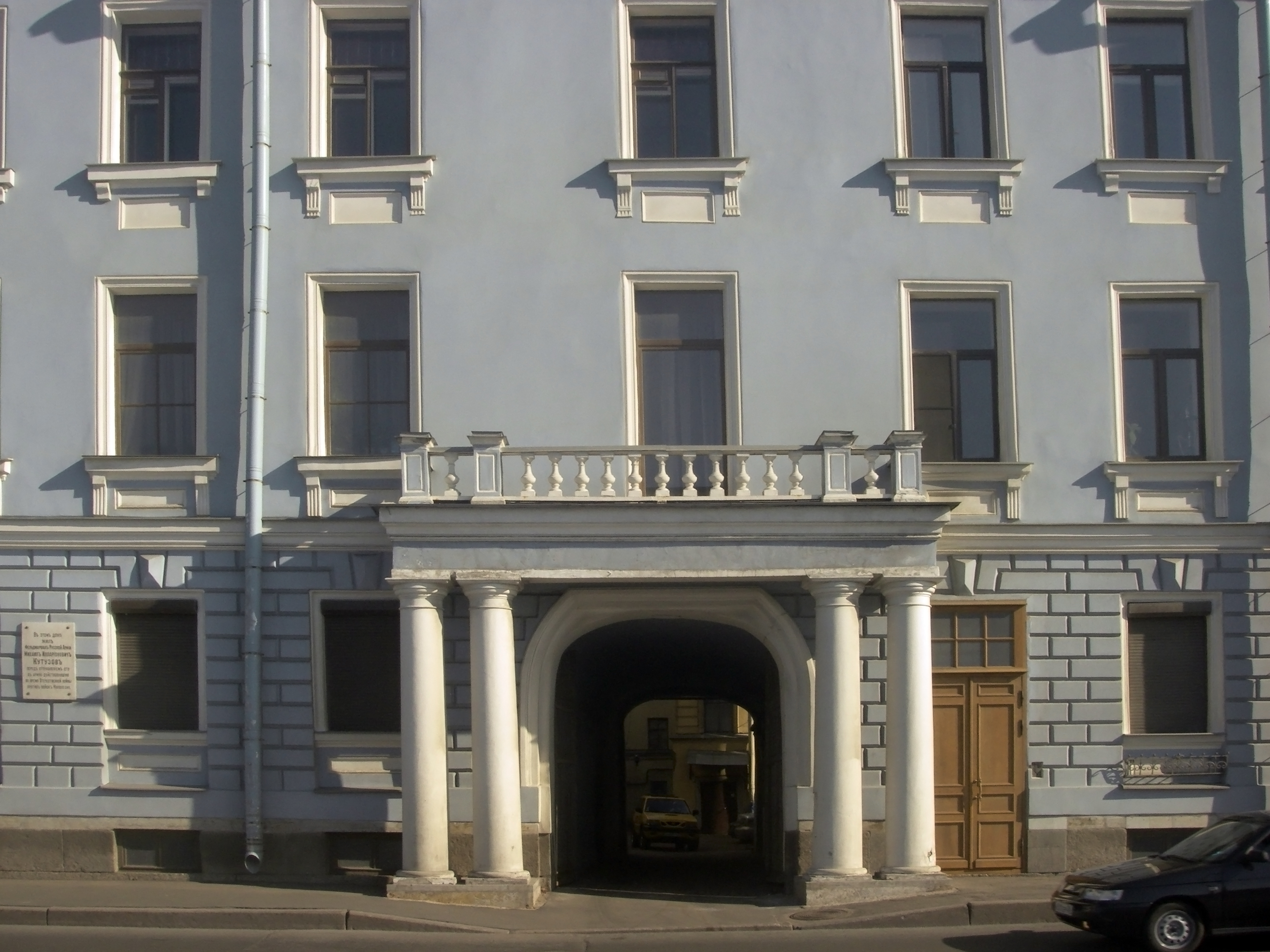
Entrée de l'hôtel particulier du prince Koutouzov

Le quai Koutouzov (Набережная Кутузова), est une voie de Saint-Pétersbourg.

## Situation et accès
Situé sur la rive gauche de la Néva, le quai commence au quai Robespierre et au pont Liteïny, où débute la numérotation, et se termine au pont Pratchetchny (pont des Blanchisseurs) et au quai du Palais. 
Les voies suivantes débutent quai Koutouzov : la perspective Liteïny, la ruelle Kitcherski, la rue Gagarine et le quai de la Fontanka.

## Origine du nom
Il rend hommage au vainqueur de Napoléon, le maréchal Mikhaïl Koutouzov qui habitait au N°30. 

## Historique
À l'origine, le « quai Koutouzov » n'était que le début du « quai du Palais ». Cette partie est renommée « quai Gagarine » en 1860, car les entrepôts de chanvre de la famille Gagarine se trouvaient en face, de l'autre côté de la Néva.
Il est renommé quai des Français, ou quai français, en 1902, à l'époque de l'Alliance franco-russe, car c'est ici que se trouvait l'ambassade de France.
Le « quai des Français » reçoit le nom de « quai Jaurès » en 1918, en hommage au socialiste français, et en 1945 de « quai Koutouzov ».  